# Husinge östra
Husinge östra är en bebyggelse i Väddö socken i Norrtälje kommun, Stockholms län. SCB har för vid avgränsningen 2020 är avgränsat en småort, inte att förväxla med småorten i väster även benämnd Husinge (västra delen)